# Carles Fages de Climent
Carles Fages de Climent (Figueres, Alt Empordà, 16 de maig de 1902 - 1 d'octubre de 1968) fou un narrador, dramaturg, poeta, crític d'art i literari, i periodista empordanès.
L'any 2018, amb motiu del cinquantè aniversari de la mort de l'escriptor, es va commemorar oficialment l'Any Fages de Climent.

## Biografia
Va néixer a Figueres el 16 de maig de 1902, fill d'una nissaga empordanesa, la qual posteriorment va retratar amb orgull a la seva novel·la Climent (1933). La seva infantesa la va passar a la casa pairal de Castelló d'Empúries, on va iniciar els estudis i, de tant en tant, passava els estius a Torroella de Fluvià, concretament a Palol de Fluvià, pairalia del terme municipal.
Després de fer l'escola a Castelló d'Empúries, en el 1913 comença els estudis de batxillerat en el col·legi dels jesuïtes del carrer Casp de Barcelona. En el 1919, es matricula de Dret i Filosofia i Lletres a la Universitat de Barcelona. Se suposa que va ser a Figueres on es van conèixer amb Salvador Dalí, probablement amb motiu d'alguna primera irrupció pictòrica pública o d'alguna exposició col·lectiva en què devia participar Dalí a partir del 1921, però no es té constància fefaent del moment i el lloc on es va produir aquesta primera relació. Ja a la universitat, Fages coincideix amb Eugeni d'Ors, Josep Maria de Sagarra, Carles Riba i d'altres figures de les lletres a la penya de l'Ateneu. Posteriorment va a Madrid, on es doctora en Llengües clàssiques (amb una tesi sobre el paisatge en la poesia d'Homer) i on coincideix de nou amb Salvador Dalí i, mitjançant aquest, amb Federico García Lorca. Va passar la majoria de la seva infantesa a la casa pairal de Castelló d'Empúries que tenia un hort on ara hi ha el Portal de la Gallarda, un restaurant dels seus antecessors. Molt jove inicia una fecunda activitat literària, centrada principalment en la poesia.
A vint anys obté la Flor Natural als Jocs Florals de Girona (1922); el mateix any, el dia 26 de juliol, també obté la Flor Natural als Jocs Florals del Vendrell amb el títol "Madrigals de galania". El 1923 es dona a conèixer públicament amb un recital de poesies a la Biblioteca Popular de Figueres i poc després comença a publicar la seva obra poètica amb el llibre Les bruixes de Llers (1924) amb il·lustracions de Salvador Dalí i pròleg de Ventura Gassol. Carles Rahola considerà que aquesta obra significava "la revelació d'un talent èpic". Casat el 1926 amb Ramona Mir i Vidal, va anar a viure a Barcelona on es va dedicar gairebé exclusivament a la literatura. En el transcurs dels anys, el matrimoni va tenir quatre fills: Maria Lluïsa, Marc Enric, Maria Antònia i Pere Ignasi, el més petit dels quatre. L'any 1929 edita El bruel, seguit de la novel·la Climent l'any 1933. La Guerra Civil el troba a Castelló d'Empúries on es veu espoliat dels seus béns. Torna a Barcelona i publica llavors, el 1938, els Sonets a Maria Clara. Acabada la guerra i amb problemes econòmics, decideix fixar la seva residència a la casa pairal de Castelló d'Empúries.
Carles Rahola en la seva Antologia de prosistes i poetes catalans, publicada a Girona el 1933, no dubtà a incloure-hi Fages de Climent al costat de prohoms de les lletres catalanes, com Pompeu Fabra, Àngel Guimerà, Joan Alcover, Anicet de Pagès, Guerau de Liost, Josep Maria de Sagarra i Víctor Català". Aconsegueix també la Flor Natural dels Jocs Florals de Girona, Mallorca, Barcelona, Sant Sadurní d'Anoia, i el premi de Poesia Catalana de la Ciutat de Barcelona el 1959, entre d'altres. Col·labora també en diferents diaris i revistes (La Vanguardia, Diari de Barcelona, Tele/Estel, Los Sitios, etc.). Els últims anys de la seva vida, Fages els passa lluny de Barcelona, al seu Empordà natal, a la casa pairal dels Climent, a Castelló d'Empúries. El dia 1 d'octubre de 1968 mor a Figueres. Poc abans de morir demana escoltar la Missa de Rèquiem de Fauré.

## Obra
Fages de Climent contribuí a la mitificació literària de la seva comarca nadiua, tot prenent l'Empordà, la tramuntana i la seva gent com a temàtica bàsica d'una múltiple producció literària (poesia, prosa, teatre i periodisme). Així, creà personatges literaris com el "Sabater d'Ordis" –equiparable, segons Eugeni d'Ors, al Quixot de Cervantes– i contribuí d'una manera decisiva a conferir determinades atribucions a certs pobles (Llers, terra de bruixes; Vila-sacra, capital del món). Alhora, el seu gran interès per la pintura li possibilità relacionar-se i establir col·laboracions amb diferents artistes.

### Fages i Dalí
El seu company d'escola Salvador Dalí fou un dels artistes amb qui més col·laborà i amb qui tingué el privilegi de poder comptar amb il·lustracions per als seus escrits, entre les quals destaquen les de Les bruixes de Llers (1924) i Balada del Sabater d'Ordis (1954), prologat per Eugeni d'Ors, amb epíleg del pintor. Dalí i Fages van treballar plegats en El triomf i el rodolí de la Gala i en Dalí, en ocasió de l'homenatge que la ciutat de Figueres tributà, el 1961, al pintor. Fages hi posà els versos, i Dalí, els dibuixos que els acompanyen, fets en un únic cartró i, segons el poeta, en una sola nit. El text és una biografia poètica del pintor, i les il·lustracions constitueixen una síntesi genial de tota la simbologia daliniana de l'època. Així, hi apareixen els rellotges tous, les formigues, l'àngelus de Millet, el Sabater d'Ordis, i alguns dels noms dels principals referents dalinians, com Picasso o Gaudí. Cal esmentar també el Crist de la Tramuntana que es troba al Teatre-Museu Gala Salvador Dalí, realitzat per Salvador Dalí en homenatge al poeta amb motiu de la seva mort, i que fa al·lusió a un dels poemes més coneguts de Fages, "Oració al Crist de la tramuntana":
| « | Braços en creu damunt la pia fusta, Senyor, empareu la closa i el sembrat, doneu el verd exacte al nostre prat i mesureu la tramuntana justa que eixugui l'herba i no ens espolsi el blat. | » |

### Josep Pla sobre Fages
Josep Pla dedica una bona part del volum 38 de la seva Obra completa, Escrits empordanesos, a Fages de Climent, de qui diu que "portava la literatura a la sang. És un escriptor del país […], literàriament geogràfic, específicament empordanès, […] és un localista: de vegades vulgar, de vegades molt intel·ligent. Amb un home així jo m'hi entendré sempre".
Pla valorava molt la relació personal que lligava Dalí i Fages. A l'Empordà, després de tants devessalls, desoris, subversions i trompades, han aparegut dos autèntics cavernícoles, com se solia dir a l'època de la República: Dalí i Fages. Aquests dos conservadors empordanesos han estat els esperits més lliures, més oberts, menys cavernícoles que aquest país ha produït. A Figueres (Fages) arribà a ser un home extremament conegut i popular (…). Així com Dalí s'ha fet pintoresc ell mateix, a Fages, el pintoresc, no se'l feu ell, sinó la ciutadania.
Pla, per altra banda, afirma que corria el rumor que fou Dalí qui va suggerir a Fages la idea d'escriure "Somni de Cap de Creus. (…) Aquest poema deu ser l'única cosa seriosa que s'ha escrit fins a la data sobre el cap de Creus i la seva geografia, la seva història i la manera de viure de la gent que trepitja el país. No crec que fos gaire difícil de la part de Dalí impulsar Fages a escriure aquest poema, i això no solament perquè Fages coneixia aquests indrets correctament, sinó perquè en sabia la força poètica. Fages, conclou Pla, era l'home exactament adequat per fer el poema del cap de Creus.

### Els epigrames
Josep Pla es refereix també als cèlebres epigrames de Fages de Climent. Tingué el do de l'epigrama, que al meu modest entendre és una manera literària excelsa. N'escriví de meravellosos. En té de mancats, xarons, frívols, de mal gust, però n'hi ha de perfectes, literàriament ben girats, admirables, que duraran tant com poden durar aquesta espècie d'històries humano-literàries. N'escriví moltíssims, se'ls publicava ell mateix d'una forma molt precària a base d'aplegar-ne un centenar en fulls copiats a màquina, però la seva popularitat a l'Empordà es degué al boca-orella. Fages tingué una gran facilitat per improvisar epigrames i no hi ha clergue, Curial, burgès o polític de l'Empordà a qui no n'hi dediqués algun.
L'any 2002, centenari del seu naixement, es van publicar prop d'un miler d'epigrames, comentats per Joan Ferrerós. Una definició asèptica que s'adaptaria als epigrames de Fages de Climent seria, segons aquest crític literari, la següent: Composició breu, en vers, que expressa un pensament, una reflexió o un consell, de forma aguda i punyent, sovint -però no pas sempre- satírica i burlesca.
Per a Enric Casasses, els epigrames de Fages, sempre directes, breus i genials, no són l'obra d'un literat que juga a fer epigrames. Són autèntics epigrames en llur funció diguem-ne més pràctica: és molt més que poesia de circumstàncies; és poesia utilitària. Aquesta branca activa de la poesia, la poesia que intervé directament en la vida social concreta d'aquest o aquell individu o institució, sigui per qüestions d'afers públics o privats, sempre ha existit, i tingué una gran importància i produí autèntiques obres mestres, en provençal, en el moment constel·lat de trobadors. I Fages és dels pocs que l'ha revifada amb categoria
Segons Narcís Sala, l'epigrama de Fages respon a la lliçó orsiana de manifestar la màxima categoria que l'art sap extreure de l'anècdota, que el poeta, com a velada conclusió, arriba a expressar en els seus epigrames, i per això hi ha en ell aquella influència d'arrel grega, mostrant-se sentenciós, qualitat que ultrapassa la pura poètica –que n'és sols el vehicle– i que hi afegeix una neta coincidència amb la paremiologia popular.
Fages feu servir sovint el pseudònim o heterònim de «Lo Gayter de la Muga», per tal de dissimular l'autoria dels seus cèlebres epigrames, sovint desvergonyits i de vegades injuriosos, que criticaven una societat pudorosa i exigent amb la cortesia formal, com la catalana de la postguerra civil i el franquisme. Els epigrames de Fages eren, parafrasejant la popular dita d'avui, literàriament incorrectes.
Josep Pla sentencià: "És el poeta de la gent […] els epigrames no són res més que el que diuen: els seus triomfs (escassos) i les seves misèries (múltiples). Ara el fet li ha produït una literatura –avui desconeguda– que jo crec que és admirable". Per concloure aquesta referència a l'escriptor de Palafrugell, hem de recordar l'epigrama que Fages li dedicà:
| «                         | És tan bonic l'Empordà, ample, esbatanat i llis, que l'home que escriu més pla ha pres el nom del país | » |
| — Carles Fages de Climent | |   |

### Prosa
De la seva obra en prosa, destaca Climent (1933), escrita a partir d'elements biogràfics extrets de l'arxiu de la seva família. A través de les figures d'Enric Climent i Casadevall, i Enric Climent i Vidal, rebesavi i besavi de l'autor, respectivament, Fages presenta l'ordre de vida de les famílies terratinents del segle xix, les lluites polítiques, les passions, l'exili, l'abús i la valentia, i un principi de vitalitat, sempre erigit com a criteri de conducta i llibertat personals, creant un ric fris històric del segle xix.
L'any 2014 es van publicar les seves Memòries, inèdites fins llavors. Subtitulades per l'escriptor A la recerca de mi mateix, constitueixen un importantíssim document biogràfic i literari. Narcís Garolera, editor filològic del llibre, afirma que, en alguns aspectes -sobretot en l'estil- recorden les fastuoses Memòries de Josep Maria de Sagarra.
El 2017 aparegué un altre títol memorialístic -Els meus difunts, a cura de Narcís Garolera-, fins llavors també inèdit, que aplega retrats i evocacions de familiars, amics i personatges coneguts. Aquest llibre ve a completar les esmentades Memòries.

### Obra periodística
De la seva extensa obra periodística se'n publicà un recull, a càrrec de Jaume Guillamet, l'any 2003.

### Fages musicat
La seva obra literària ha estat musicada per Francesc Pi de la Serra en La tramontana epigramàtica, Xavier Falgarona i Josep Tero amb A Griselda (Fronteres, 2009) Arxivat 2013-11-05 a Wayback Machine. i "Plou i fa sol" (Camins de tarda, PICAP, 1998). El director d'orquestra Carles Coll, va fer una orquestració d'un espectacle basat en la Balada del sabater d'Ordis. Pau Riba en el seu disc Cosmossoma (Cançons de Pau Riba i arranjaments de Pastora. 1997) dedica el tema Ventfonia a la figura del sabater d'Ordis. Fages també ha estat musicat per De Calaix (Nyacres epigramàtiques, Pantone 1505, Ariadna Records, 2003) i per Toni Subirana en el seu espectacle Cançons d'Advent i de Nadal (2008) en la cançó albada nadalenca. L'any 2013, Amadeu Casas presenta el disc Lo gaiter de la Muga basat íntegrament en poemes de Carles Fages de Climent.
- Amadeu Casas - Balada de Llum Encantat
- Josep Tero - A Griselda

### Fages al cinema
L'any 2012 el realitzador de cinema Arcadi Lozano Pujol va estrenar la pel·lícula documental, Balada empordanesa. L'obra literària de Carles Fages de Climent i l'amistat i col·laboració artística amb Salvador Dalí són l'eix conductor d'aquest treball cinematogràfic que dona vida a personatges emblemàtics de l'obra fagesiana com el Sabater d'Ordis. El documental recorda la ciutat de Figueres de principis del segle xx i fa un recorregut al llarg del segle passat a través de la vida i l'obra del poeta Carles Fages de Climent i del pintor Salvador Dalí.

### Fages i els clàssics grecollatins
Com ha posat de manifest, entre altres estudiosos, Maria Àngels Anglada, Fages de Climent, a banda de la seva dimensió local, és també un autor universal, que coneix perfectament la literatura grecollatina (la seva tesi doctoral inèdita versà sobre el paisatge en l'obra d'Homer). La influència dels autors clàssics en la seva obra és evident des dels seus primers reculls. Així, en el seu primer llibre de sonets, que guanyà el premi de poesia Ciutat de Barcelona l'any 1958, és freqüent l'ús de llatinismes com "òscul", "beat" o "urbs". Les influències, però, van molt més enllà i trobem sonets dedicats de manera específica a personatges de la mitologia grega com Apol·lo, Leda o Ifigènia. Sobre aquesta darrera versa el bell poema "Ifigènia", que reproduïm a continuació:
| « | Les canèfores dansin sota els arcs triomfals de balades en flor; ran de buides cisternes cuques d'ònix ablamin maragdines lluernes; cruixi el vent en la forca d'un vaixell de tres pals. Dauri el sol i penetri, ran dels murs federals, en sarcòfags mal closos les ossades paternes; ens previngui l'harúspex d'esquinçades galernes; per corona d'Asclèpion frisi un vol de pardals. S'exornin l'arcada de porpra els tamarius; els mosaics ens delatin sacrificis lascius; els caragols dibuixin mots de plata en els líquens. Tu, Ifigènia, filla d'Agamèmnon, explica'ns –perquè dus en les temples virginals l'aspre llor, benaurada– el designi d'una sang que no mor. | » |

En un títol tan estretament lligat a l'Empordà com la Balada del Sabater d'Ordis (1954) hi descobrim, ara i adés, la presència dels déus i altres personatges de la mitologia grega, lligats a elements de la naturalesa, com el mar, les espigues, les vinyes o la tramuntana. En aquest diàleg entre l'Empordà i Grècia és molt original la referència a Orfeu, unit, amb un punt de familiaritat, amb la música de la sardana, representada en el poema pel també empordanès Pep Ventura i per la tenora, que apareix citada al costat de la lira òrfica:
| « | D'ençà d'Orfeu, el qui acordà la lira, la Tramuntana festejava el cep. Porró del Vent, tenora! Mestre Pep recull amb art la transcendent guspira. | » |

És, però, en Somni de Cap de Creus, inèdit durant molts anys, i publicat el 2013, on la presència del mite grec, lligada novament al paisatge empordanès, és més aclaparadora. Serveixin de mostra els següents versos, dedicats a la deessa Afrodita i que provenen del tercer cant:
| « | Perquè jo só la universal, la clara deessa d'or que ratlla els horitzons. He vist formar i morir religions. Orno amb ginesta i romaní els balcons; ni un fil de sang no emporpra la meva ara. Sense perfum a Lesbos em cull Safo versos i roses d'esbravat tresor. Maia d'efebus m'ofrenava un cor (és una llei de gram que mai no mor). Jo ni m'ofenc, ni llurs presents agafo. La flor que em plau floreix arreu. Collim-ne! Feu-me un mantell de besos pel cos nu. Sigui la pell l'únic vestit comú i un borrissol exalti –ros o bru– vèrtex de sang i, a flor de llavi, un himne. | » |

## Catàleg d'obres

### Prosa
- Climent (1933)
- Fortuny, la mitad d'una vida (en castellà)
- Vilasacra, capital del món, amb un pròleg d'Alexandre Deulofeu (1967)
- Anècdotes empordaneses (inèdit)
- Articles (2003)[13]
- Memòries. A la recerca de mi mateix (2014)[14]
- Els meus difunts (2017)[15]

### Vers
- Les bruixes de Llers, amb un pròleg de Ventura Gassol i amb il·lustracions de Salvador Dalí (1924)
- Tamarius i roses (1925)
- Sonets a Maria-Clara (1938)
- Balada del Sabater d'Ordis, amb un pròleg d'Eugeni d'Ors i un epíleg de Salvador Dalí (1954)
- Epigrames (Llibres I, II i III)
- Epigrames (a cura de Joan Ferrerós)[16]
- Emporium, la de les tres muralles[17]
- El pintor d'esguards (inacabat)
- Llibre de sonets
- Cent consells d'amor
- Poema dels Tres Reis
- Somni de Cap de Creus (2003)
- Zoo[18]
- Auques i balades. Auques, balades, cançons, elegies, glosses i sonets epigramàtics[19]
- Segon recull d'epigrames[20]
- Trena de set aigües (2014)[21]
- Auca de mi mateix (2016)[22]
- Vellut de veus : poesia inèdita (2018)[23]
- Balada del Sabater d'Ordis (2018)[24]
- Les Bruixes de Llers (2018)[25]

### Teatre
- El bruel (1928)
- El jutge està malalt (1935)
- La Dama d'Aragó (1955)
- La Capsa de música (2018)[26]

### Pròlegs
- Encara no sé com sóc (Maria dels Àngels Vayreda, 1970. Premi Fastenrath)

### Conferències
- Vila-sacra, capital del món (1956)

### Obres presentades alsJocs Florals de Barcelona[27]
- Preguera de l'Amor inconeguda (1921)
- De la verge Abisag i el rei David (1921)
- Goigs en llaor de Santa Magdalena (1921)
- Les bruixes de Llers (1922)
- Idil·li mariner. Sonets (1923)
- Griselda i Mireia. Ègloga (1923)[28]
- Elogi de la pubilla masovera (1923)
- Oda a la meva tartana (1923)
- El banc de "si no fos" (1924, Premi Extraordinari dels Mantenidors)
- El bruel (1926)
- Parlava el Rei Humà... (1928, 1929 i 1930)

## Patrimoni literari
La ciutat de Figueres homenatjà Carles Fages de Climent nomenant-lo fill predilecte de la ciutat, juntament amb la col·locació d'una placa commemorativa a la casa natal de l'autor. Carles Fages de Climent va repartir la seva vida entre l'Empordà, Barcelona i el Penedès. El fort lligam que mantenia amb la capital de l'Empordà es troba reflectit en la seva obra. És per això que el nom de Fages de Climent i també el títol de dues seves obres, La dama d'Aragó i Tamarius i Roses, van ser posats a carrers de Figueres. Seguint el fil de l'homenatge d l'autor, des del 1969, la biblioteca de la capital altempordanesa porta el nom de Fages de Climent.
A Figueres es pot seguir un itinerari literari que mostra els llocs rellevants de Fages de la capital altempordanesa. Els punts de l'itinerari són: 1. Casa Fages, 2. Carrer Monturiol, 3. Biblioteca Fages de Climent, 4. Casino Menestral, 5. Fonda Roca, 6. Brocanteria Esvay, 7. Museu de l'Empordà, 8 i 9. La Rambla, 10. Rovell de l'Ou (botigues de Can Font i Can Fajol), 11. Alberg reial, al carrer Girona, 12. Hotel España, 13. El Garrigal, 14. Museu Dalí, 15. Carrer Magre, 16. Societat Coral Erato, 17. Hotel Duran, 18. Institut Ramon Muntaner, 19. Clínica Santa Creu, 20. Presó, 21. Garatge Guix, 22. Indústries Fita, 23. Plaça del Gra i Font lluminosa, 24. Els Fossos i El Pa Volador i 25. Castell de Sant Ferran. Durant el recorregut es fa parada en els diversos punts i es llegeixen fragments de l'obra de Fages de Climent.
A Castelló d'Empúries també es pot seguir un itinerari literari que farà que els visitants de la vila i els seus voltants puguin assaborir l'exquisidesa dels escrits del poeta empordanès. El recorregut consta de divuit punts relacionats amb la vida o l'obra de l'escriptor, i en cadascun d'ells hi ha un fragment de les obres que hi fan referència i que van ser font d'inspiració de l'escriptor. Els punts de l'itinerari són els següents: 1. La creu de terme, 2. La basílica de Santa Maria, 3. El Portal de la Gallarda, 4. Can Fages de Climent, 5. Can Joan Puig Dalmau, 6. Plaça dels Homes, 7. Cantonada del carrer dels Almogàvers i el carrer de Prat de la Riba, 8. Can Paia, 9. Asil Toribi Duran i cementiri, 10. La Muga i el Pont Vell, 11. Hotel Canet, 12. Carrer Carbonar, 13. Cal Rescloser, 14. Rentador i Rec del Molí, 15. Fora vila, 16. Els aiguamolls, 17. Sant Joan ses Closes, 18. Empúriabrava.
El recorregut comença a Castelló d'Empúries al davant de la basílica coneguda popularment com la catedral de l'Empordà. Continuarem pel temple i la llotja gòtica, i arribarem a la casa pairal dels Climent i al Portal de la Gallarda, un dels antics accessos a la vila molt apreciat per Fages. A sota hi ha el rec del Molí: es veuen la muralla i els horts, les closes i els cortals que s'estenen enllà. Deixant el ‘nucli dur’ castelloní de Fages -basílica i residència-, anirem resseguint la resta d'elements arquitectònics, topogràfics i humans que ofereix la vila i als quals Fages va atorgar una condiderable atenció literària: asil Toribi Duran, la Muga, el Pont Vell, els aiguamoixos, Sant Joan Sescloses, Empúria-brava, domicilis de veïns, establiments comercials i de restauració…
Fages de Climent havia confessat obertament la seva admiració per la ciutat de Girona, que apareix diverses vegades en la seva obra. Quan es complien deu anys de la mort del poeta empordanès, l'Ajuntament de Girona li va retre un homenatge amb una escultura en forma d'estela, que consta d'unes rajoles del ceramista de la Bisbal d'Empordà Eusebi Díaz Costa, que reprodueixen el sonet de Fages de Climent “Xipressos”.

## Llegat
La biblioteca de Figueres conserva part del fons personal de Carles Fages de Climent. Aquest fons va ser catalogat, íntegrament, l'any 2017 i està distribuït en 21 caixes de conservació on s'hi poden trobar peces de poesia, teatre i prosa així com documentació personal i retalls de premsa i crítica de l'època.
Una altra part del fons personal de l'autor es troba a la Casa Climent de Castelló d'Empúries.